# 解縉
解縉（1369年—1415年3月4日），字大紳，号春雨，谥文毅，江西吉水州（今江西吉安吉水县鑑湖）人，明朝第一位内阁首辅，主编《明太祖实录》与《永乐大典》。

## 生平

### 洪武年间
解縉天生聪颖，據傳襁褓中就開始習字，四歲時，只要聽過一遍，就能背誦詩詞，七歲能詩，十歲時，每天背誦一篇千言文章，十二歲時，四書五經倒背如流，還能講解，有神童之誉。洪武二十年（1387年）中式丁卯科江西鄉試第一名舉人。次年，洪武二十一年（1388年），再捷戊辰科三甲第十名進士，入翰林院，授中書庶吉士，時年十九歲。朱元璋非常器重他，命其常在身边。一天，朱元璋在大庖西室，对解缙说：“朕與爾義則君臣，恩猶父子，當知無不言。”次日，解缙即呈上万言书，主张应当简明律法、并赏褒善政。朱元璋读后，称赞其才。不久，解缙再次呈上《太平十策》进言。当时解缙在兵部从事，其言语时常轻慢。兵部尚书沈溍奏报此事，明太祖反而说：“解缙只不过以冗散自恣罢了。”数月后，朱元璋下诏，改解縉为监察御史。韓國公李善長因胡惟庸案被賜死後，解縉代替郎中王國用草疏鸣冤，朱元璋閱後不加怪罪。此外又为夏長文写草书弹劾都御史袁泰，袁泰因此深恨解縉。当时近臣父均须入覲，解縉父亲解開入覲时，朱元璋说：“大器晚成，若以而子歸，益令進學，後十年來，大用未晚也。”解縉遂同父回乡。

### 建文年间
八年后，明太祖驾崩，明惠帝即位。解縉进入南京应天府，随即有官员弹劾，并称其违背詔旨，且母丧未葬，父年九十，不应当舍弃家人离开。于是解縉被贬为河州衛吏。当时禮部侍郎董倫为明惠帝所信任，解缙于是书信予董倫，请求谋职。后经董倫举荐，明惠帝下诏命解缙入翰林院，担任翰林待詔。

### 永乐年间
靖难之役中，燕王朱棣攻入金陵应天府后，解縉归降朱棣。朱棣随后即位，是为明成祖，解縉升任翰林侍讀。随后成祖建立文淵閣，解缙與黃淮、胡廣、楊榮、楊士奇、金幼孜、胡儼等七人入直文淵閣，参与机务，明朝内阁制度由此开始。随后，解縉奉命总裁编撰《明太祖实录》与《古今列女傳》。書成，朱棣赏赐銀幣。其后又主编《永乐大典》。永乐二年（1404年），解縉晋升为翰林學士兼右春坊大學士，为内阁首辅。朱棣曾经召见解缙等人说：“你们七人朝夕相处，我经常在宫中称赞你们的勤勉谨慎。往往最初容易谨慎，而最终仍然能保持下去的则很难，希望你们能够共勉。”于是各赐五品官服等。恰逢立春时，朱棣赐其等金綺衣，与尚书地位相同。此后内阁进言，朱棣均虚心采纳。
解缙很少登朝，且因才气颇高，任事直前。其善于言辞，但对他人的好恶从不顾虑忌讳，廷臣多因其受宠而嫉恨。恰逢当时儲君未定，淇國公邱福称漢王有功，当立朱高煦。明成祖则密询解缙，解缙称：“皇长子（朱高炽）仁孝，天下归心。”朱棣并不回应。解缙又拜首称：“好聖孫（朱瞻基）。”朱棣因此表示同意，儲君之事遂定。漢王朱高煦遂因解缙进言，而尤其忌恨。当时恰逢明朝大军讨伐安南，解缙上疏劝阻，朱棣不听。随后讨伐成功，并设置郡縣。当时太子虽立，朱高炽表现并不令朱棣满意。此时朱高煦更受隆宠，禮秩超过了嫡亲标准。解缙再次諫言说：“这会引起战争的，是不行的。”朱棣随即大怒，称解缙是在离间骨肉。永乐四年，皇帝赐内阁黃淮等五人二品紗羅衣，并不包括解缙。次年，解缙因廷試讀卷不公而受连坐，被贬为广西承宣布政使司參議。正准备赴任时，禮部郎中李至剛上疏称解缙有怨言，随改其至交阯，命监督化州兵餉。
永樂八年（1410年），解缙入京奏事，恰逢成祖北征，于是他拜謁太子朱高熾后就即返回。汉王朱高煦随即伺机上书，称其“私覲太子，徑歸，無人臣禮”，成祖听后震怒。当时解缙与檢討王偁在广东游览山川，并上疏请鑿贛江以通南北。奏书刚至，朱棣即命锦衣卫逮捕解缙入詔狱。大理寺寺丞湯宗、宗人府經歷高得抃、中允李貫、贊善王汝玉、翰林院編修朱紘、檢討蔣驥、潘畿、蕭引高並及御史李至剛等人均连坐入狱。其中高得抃、王汝玉、李貫、朱紘、蕭引高病死于狱中。
永乐十三年（1415年），正月十三日錦衣衛都督僉事紀綱呈上禁錮犯人的名單，朱棣看到解缙的名字，问道：“縉猶在耶？”紀綱会意，随即灌醉解缙，将其活埋到雪中凍死。解缙死时仅四十七岁。随后，锦衣卫抄沒其家产，妻子宗族流放辽东戍边。

## 事跡
解缙在翰林院时，朱棣曾经写出廷臣名单，命解缙分别陈述各人的长短。解缙回答道：“蹇義天資較高，但內心无主见。夏原吉有德行雅量，卻不能远离小人。劉俊有才幹，却不知顾慮道义。鄭賜可說是個君子，只是才能頗為短浅。李至剛荒诞且善于趨炎附勢，虽有才能但是心地不端正。黃福秉持著平易正直之心，確能執節守正。陳瑛執法刻薄，尚能保持廉洁。宋禮戇直而苛刻，人们都怨恨其不懂得體恤。陳洽疏闊通達，警覺敏銳，也不失於正直。方賓则是只有簿本書記之才，懷有市侩之心。”朱棣把此文交付给太子朱高炽，朱高炽借此加问尹昌隆、王汝玉两人长短。解缙对答道：“尹昌隆是君子，但无弘大的雅量。王汝玉的文筆难得，可惜只有市井之心。”之后，明仁宗即位，其出示解缙的上疏给楊士奇，并说：“人称解缙狂妄，但看其所陈列的，都有定论了，他并不狂妄。”于是下诏请归解缙妻子宗族。
當初解縉與胡廣同侍明成祖大宴。明成祖對兩人說：“你們兩人都是同鄉、同學、同官。解縉有個兒子，胡廣你可以把你女兒嫁給他。”胡廣答道：“臣妻子還在懷孕，尚不知男女。”明成祖笑道：“肯定是女的。”孩子出世，果然是女兒。解縉死後，解縉之子解禎亮被流放到遼東。胡廣就想解除婚約。女兒大怒，割耳朵發誓道：「我這薄命的婚事，是皇上主婚的，是父親大人當面承諾的。毀約的話，我只有死，也沒有第二條路可以走了。」等到解家被赦免，其女仍舊歸嫁解禎亮。
正統元年（1436年），明英宗下詔歸還解縉家产。成化元年（1465年），明憲宗下詔恢復解縉官職，并贈朝議大夫。解縉死後，朱高煦謀反被誅滅；安南屢次反叛，明朝設置郡縣不久最終也被迫撤銷，這些均如解縉生前所言發生。

## 著作
解縉善書法，尤善狂草，墨跡有《自書詩卷》、《書唐人詩》，明吳寬《匏翁家藏集》稱：「永樂時，人多能書，當以學士解公為首，下筆圓滑純熟。」
著有《文毅集》。

## 家族
解縉祖父为解子元，是元安福州判官。兵亂时守義而死。父解開，明太祖朱元璋曾召見谈论元朝故事。欲加官授职，解開辭去不任。其兄為解綸。

## 影视形象
- 1990年中国大陆电视剧《矮砣砣-解缙》，10集，钟小琼 饰。
- 2008年中国大陆电视剧《大明奇才》（又名：大明奇才解缙），30集，毛乐 饰。

## 參见
- 明朝解元列表

| 官衔        | 官衔                                                          | 官衔        |
| ----------- | ------------------------------------------------------------- | ----------- |
| 前任： 黃淮 | 明朝內閣首輔 1402年－1407年 建文四年十一月進 - 永樂五年二月罷 | 繼任： 胡廣 |